# Haworthia truncata
Haworthia truncata är en grästrädsväxtart som beskrevs av Selmar Schönland. Haworthia truncata ingår i släktet Haworthia och familjen grästrädsväxter.

## Underarter
Arten delas in i följande underarter:
- H. t. maughanii
- H. t. minor
- H. t. truncata

## Bildgalleri

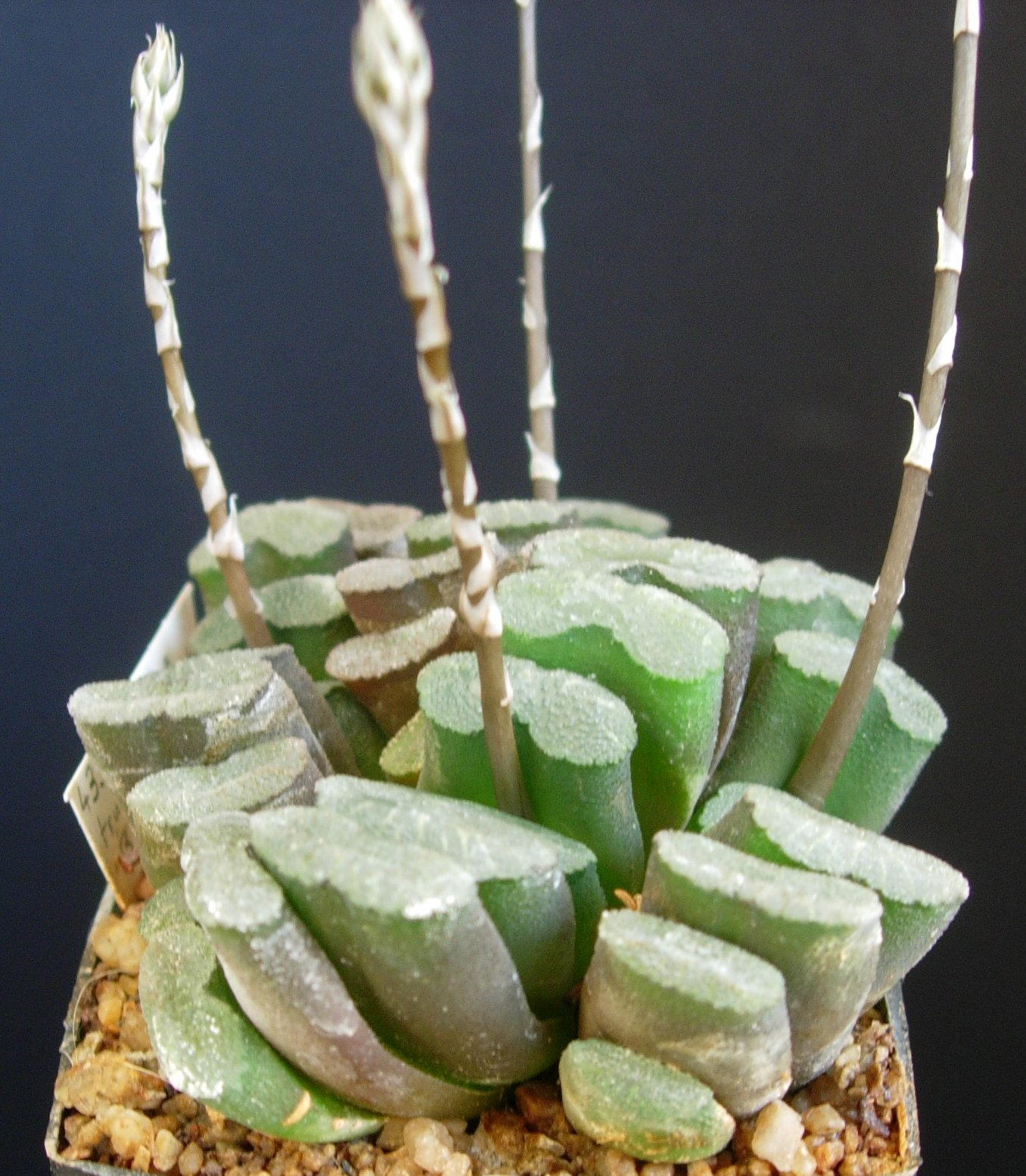
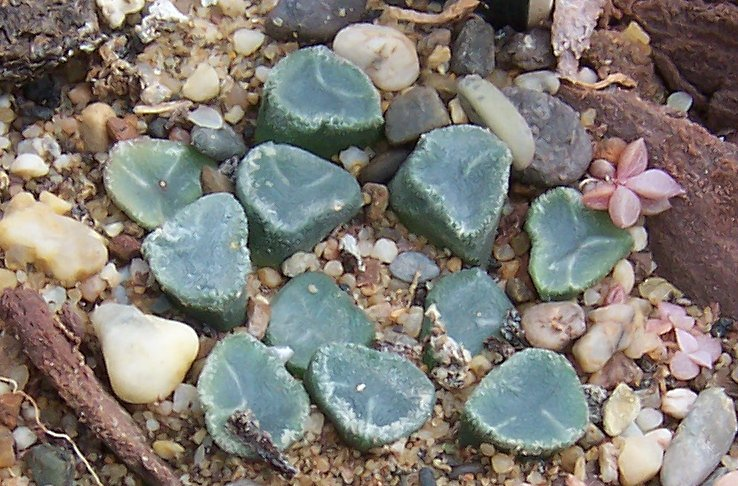
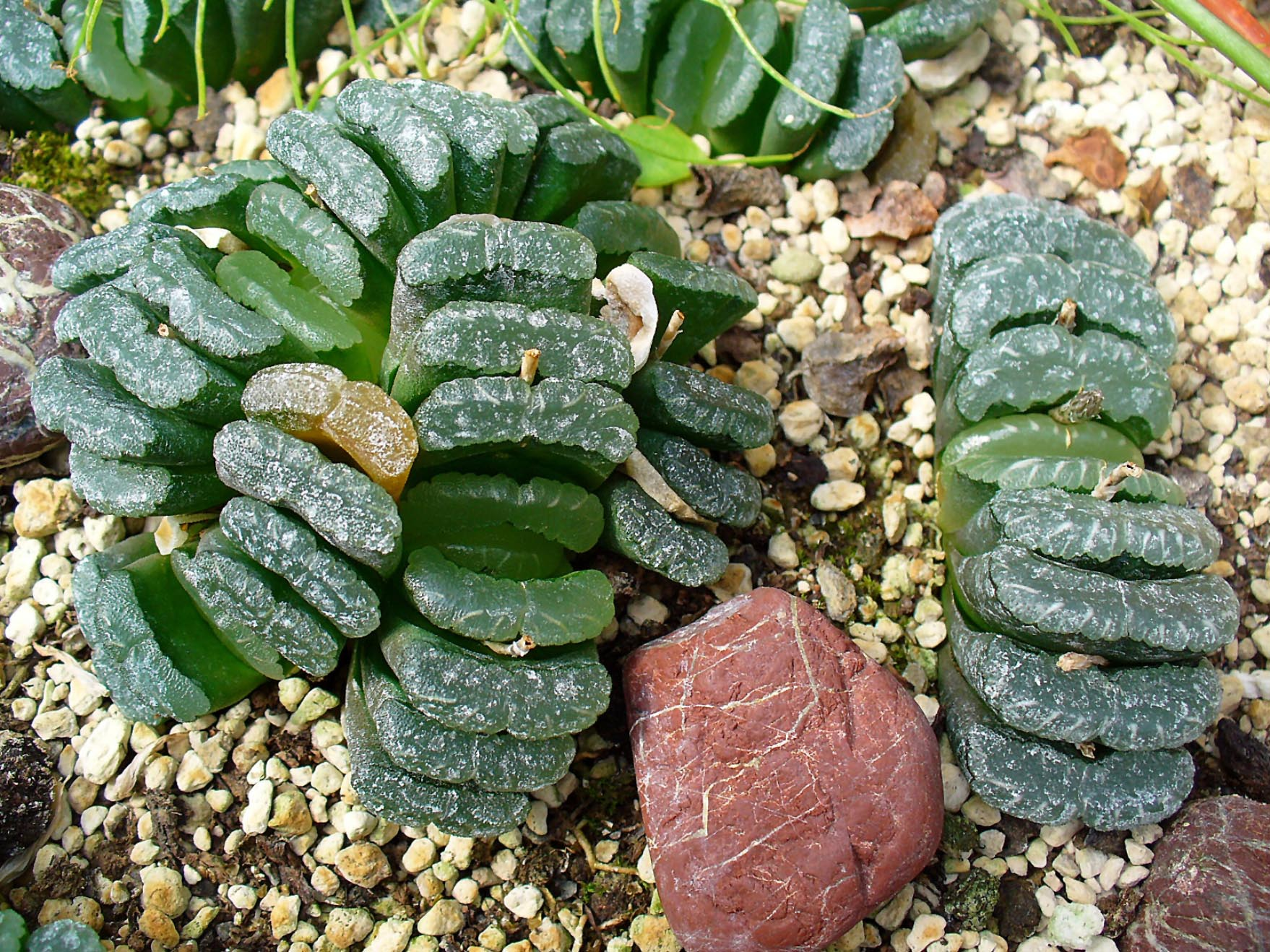
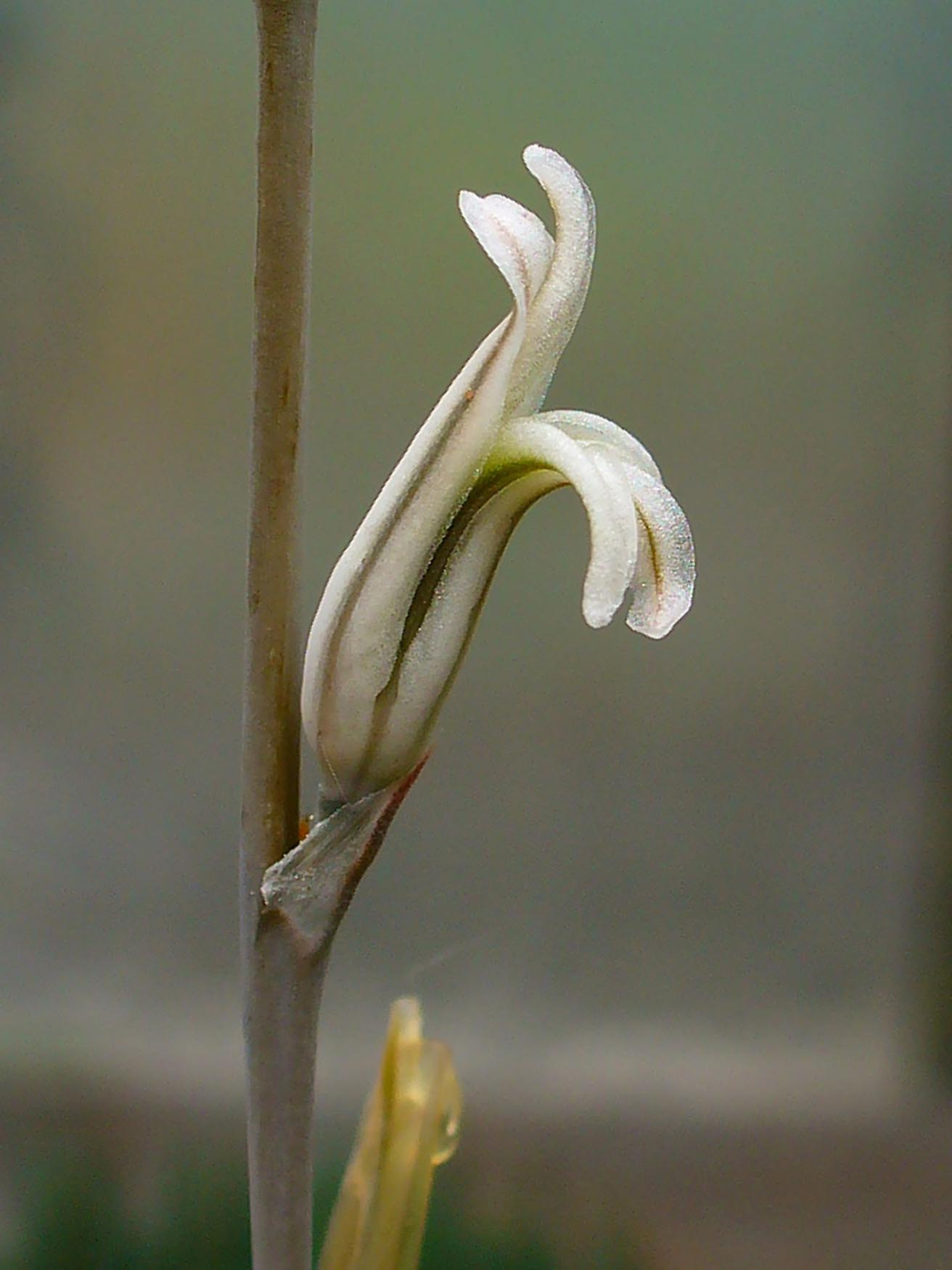
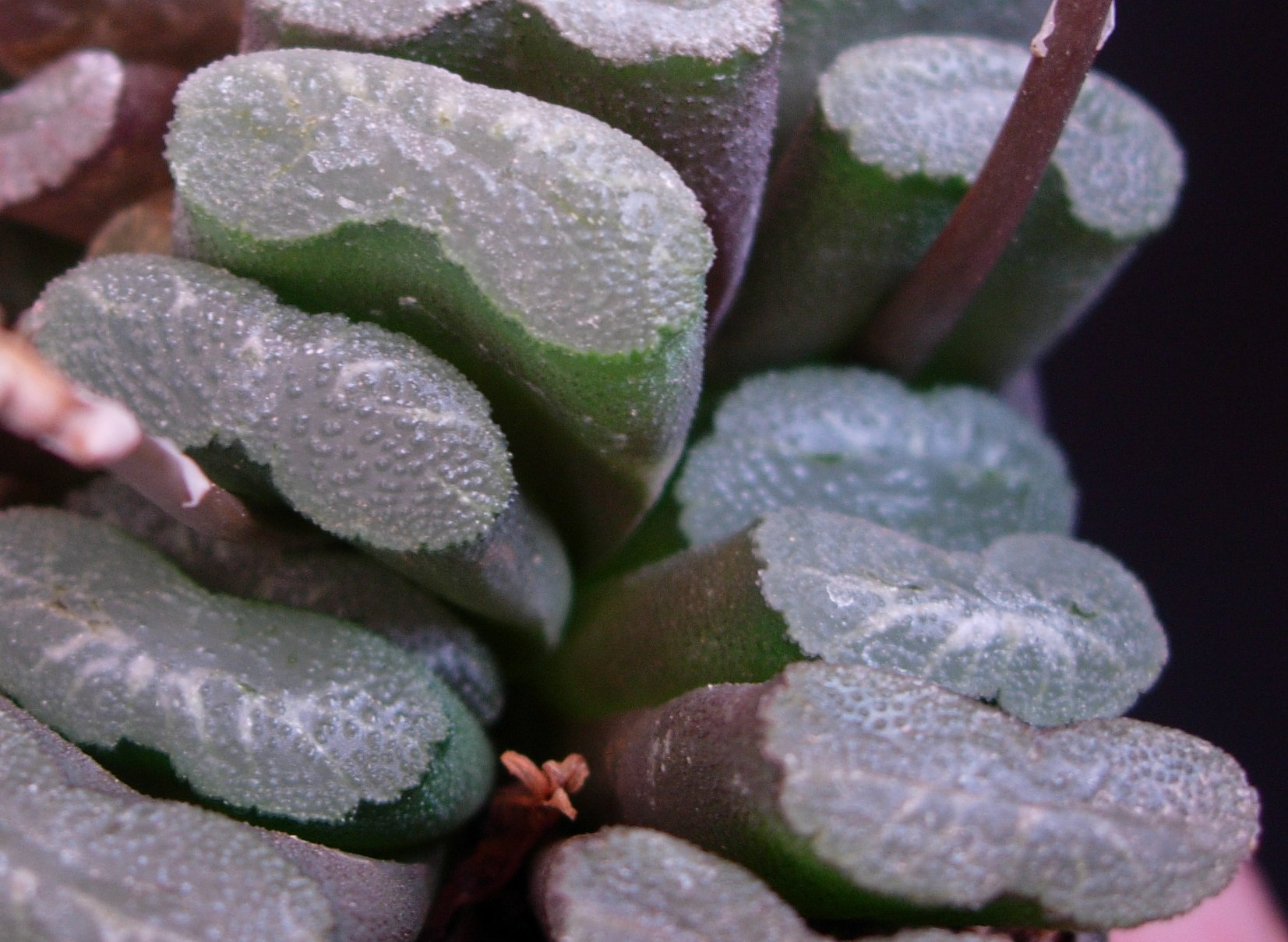
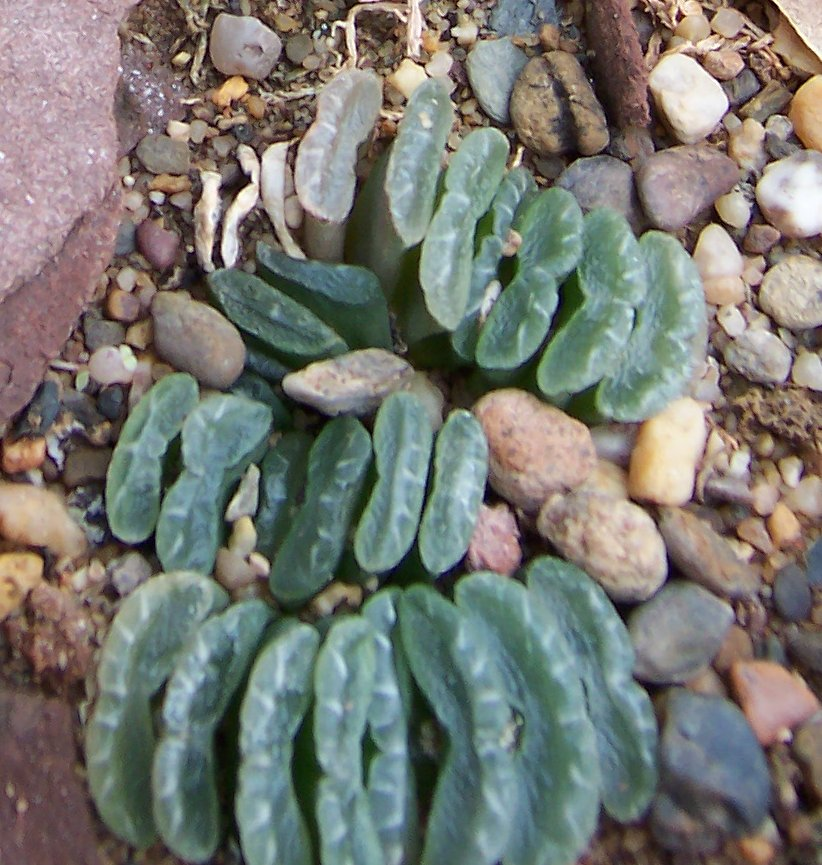